# Mike Robinson (designer)
Michael Vernon Robinson (Whittier, 2 maggio 1956) è un designer statunitense.

## Carriera
Michael Robinson è un designer automobilistico ed attualmente è il CEO & Design Director di ED Design srl, con sede a Rivoli (TO).
In precedenza Robinson ha ricoperto la carica di Brand e Design Director di Bertone, Design Director di Fiat e Lancia ed è stato designer alla Ford a Dearborn negli USA, alla Volvo a Göteborg in Svezia, alla Open Design e alla Ghia. Alcuni dei suoi contributi più importanti al mondo del design sono stati la Ford Ghia Vignale TSX-4 concept car, le Fiat Bravo/Brava, la Lancia Dialogos concept car, la Lancia Giubileo (la limousine personale di Papa Giovanni Paolo II basato sulla Lancia Thesis a passo lungo), la Lancia Thesis, la Lancia Nea concept car, la Lancia Ypsilon, la Fiat Ducato, la Bertone Alfa Romeo Pandion concept car e la Bertone Jaguar B99 e B99 GT concept car, Bertone Nuccio concept car, BAIC C51X concept SUV, Aston Martin Jet 2+2 One-off, FAW Besturn X80 SUV di produzione, BAIC Senova D50 berlina di produzione, e BAIC Senova D60 Aero concept car. Inoltre, Robinson ha disegnato il Project Zero per AgustaWestland, che ha fatto il primo volo di collaudo nel 2011, presentato al pubblico nel 2013 al Salone Aeronautico Le Bourget. Il Project Zero è un elicottero convertiplano con doppio rotori intubati che girano 90 gradi per creare il VTOL più innovativo del mondo. Il velivolo è 100% elettrico, totalmente priva di elementi idraulici. Il team di Robinson alla Bertone ha anche disegnato gli esterni ed interni della Frecciarossa 1000 chiamata Pietro Mennea, il treno ad alta velocità della Trenitalia, costruito da Ansaldo Breda e Bombardier. Ha una velocità massima di 400 km/h ed è entrato in servizio nel 2015.

## Biografia

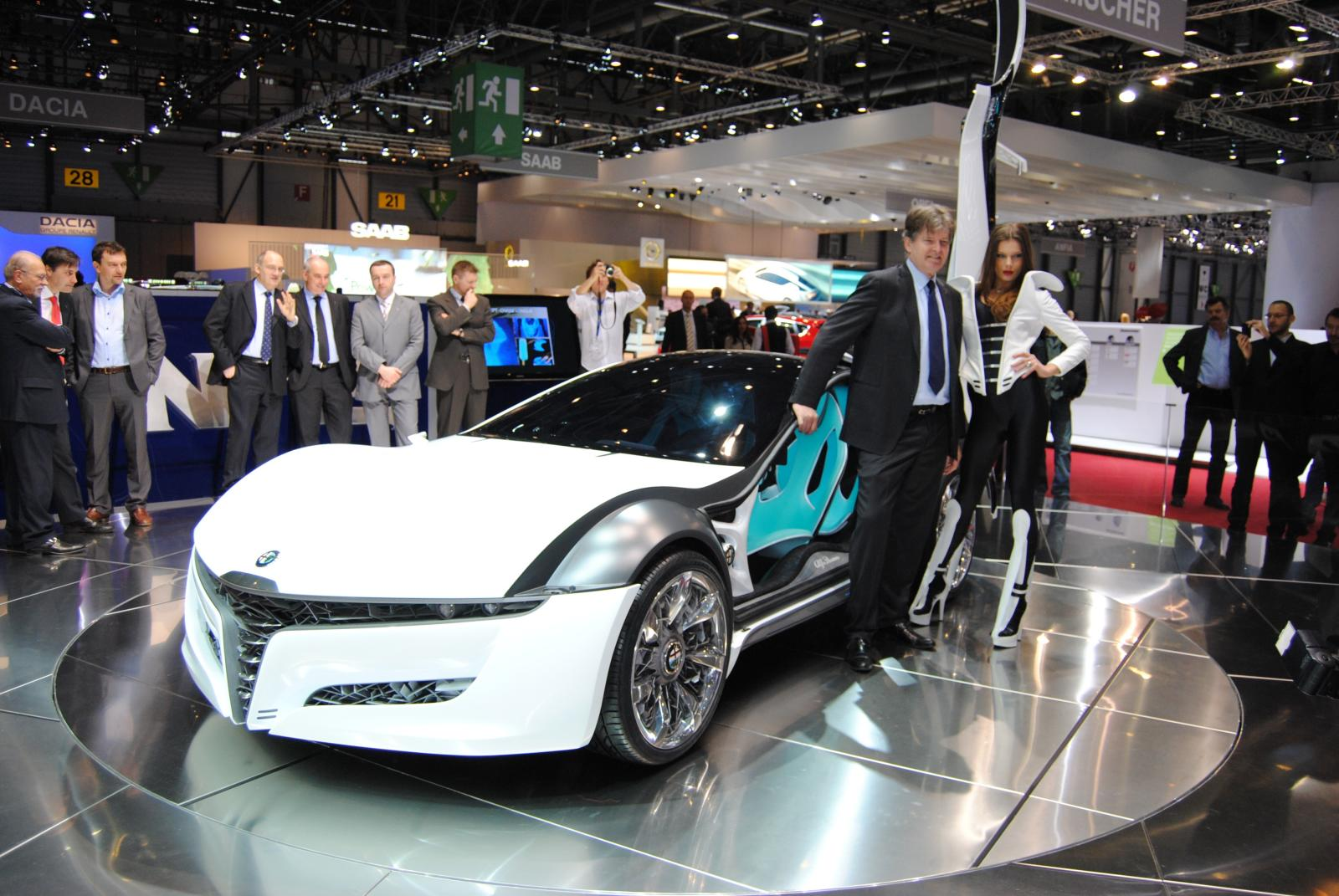
Alfa Pandion

Michael Vernon Robinson è nato a Whittier nella periferia di Los Angeles, in California il 2 maggio 1956. All'età di 16 anni, mentre studiava architettura al liceo di Kent, Washington, vide un poster della Lancia Stratos Prototipo Zero di Bertone. Rimase così colpito da quella concept car che decise non solo di lasciare l'architettura per diventare un designer d'automobili, ma di farlo a Torino, dove nasceva il migliore design automobilistico del mondo. Ha conseguito due lauree, una in belle Arti nel 1978 ed una in disegno Industriale nel 1979 presso l'Università di Washington.
"Quando ho visto quella concept car di Bertone del 1970, una lampadina si è accesa nella mia testa perché non era soltanto l'auto più bella che avessi mai visto, ma anche l'auto più innovativa che avessi mai visto. Con soli 83 cm di altezza con un'architettura “cab-forward” a monovolume, ha usato il parabrezza come porta d'ingresso, aprendola stile coccodrillo. La Stratos Prototipo Zero ha cancellato tutti i tabù legati a ciò che era considerato il design automobilistico moderno in America a quel tempo. Gli italiani, ho scoperto, erano anni luce avanti rispetto al resto del mondo nel car design. Così ho fissato i miei occhi su questo e l'ho resa la mia missione nella vita. Volevo andare dov'erano i migliori car designer del mondo."
Un anno più tardi, dopo la laurea, decise di visitare ogni singolo produttore automobilistico in Europa, con l'obiettivo di confrontare il design tedesco, francese, inglese, anche svedese con il suo amato design italiano. Grazie al Salone dell'Auto di Francoforte, Robinson è riuscito a ottenere i biglietti da visita di ogni direttore di design delle aziende di tutta Europa. Ogni visita è stata un'esperienza affascinante, soprattutto dopo aver trascorso tempo in Ford a Dearborn. Non c'erano designer americani che lavoravano in Europa all'epoca, così tutti erano curiosi di sapere perché lui fosse l'unico venuto in cerca di lavoro.
Nel 1978, Robinson trascorre l'estate precedente alla sua laurea presso il Centro di Design Ford a Dearborn, Michigan facendo uno stage. I 150 designer professionisti che vi lavoravano erano tra i creativi più bravi che avesse mai incontrato, ma furono tutti costretti a disegnare le vetture più brutte mai viste. Negli anni 70, i car designers a Detroit hanno sofferto pesantemente la crisi petrolifera del 1973 che ha trasformato l'epoca delle “muscle cars” degli anni 60, molto potenti e molto americane, nel periodo peggiore in assoluto nei 100 anni di storia di design dell'automobile. Con il suo cuore fissato sulla libertà creativa del mondo della carrozzeria italiana, Robinson tornò al college a Seattle pesantemente deluso e promise di non lavorare mai più in America come car designer.
Quando finalmente arrivò in Italia, il suo sogno si avverò visitando carrozzieri come Bertone, Pininfarina, Italdesign, e costruttori come Ferrari, Lamborghini e Maserati. Cominciò lavorando come designer presso un piccolo studio di design chiamato Open Design gestito da Aldo Sessano, disegnando automobili, camion, autobus, e progetti di design industriale. Un anno dopo decise di aprire il proprio studio indipendente, lavorando principalmente per la Renault. Nel 1983 torna come dipendente alla Ghia, centro di design italiano della Ford, dove ha creato la sua prima concept car, la Ford Ghia Vignale TSX-4, precorritrice della Ford Taurus station wagon.
Un amico designer americano, Chris Bangle, in quel periodo viene nominato Chief Designer Esterni alla Fiat, dopo aver lavorato al Centro Stile Opel in Germania come interior designer. Chiamò Robinson alla Fiat per aiutarlo a riorganizzare il processo di design. Così, Robinson iniziò i suoi 19 anni di carriera in Fiat lavorando in Advanced Design, dove ha creato la prima sala di Realtà Virtuale in Europa, nel 1988. Viene poi nominato responsabile di Interior Design nel 1992 dove disegna gli interni della Fiat Bravo/Brava che vince il premio “European Car of the Year 1995”. Chris Bangle nel frattempo diviene il direttore del design della Fiat, Walter De Silva direttore del design dell'Alfa Romeo, e nel 1996, Robinson direttore del design della Lancia, a 40 anni. La sua prima concept car alla Lancia è la Dialogos del 1998, un veicolo di ricerca futuristico per berline di lusso che esplora nuovi concetti d'avanguardia che ora sono abbastanza comuni, come la qualità percepita (al contrario di qualità della produzione) e paraurti a filo per berline (oggi conosciuto come requisito per l'urto pedone).
La concept car Lancia Dialogos fu trasformata nella berlina di produzione Lancia Thesis nel 2002. La concept car Lancia Nea del 2000 fu trasformata in una micro auto di lusso: la Lancia Ypsilon che diviene famosa per avere il 70% della clientela femminile. È poi nominato direttore del design Fiat nel 2001, dove ha disegnato il furgone chiamato Fiat Ducato/Peugeot Boxer/Citroën Jumper, tuttora il campione di vendite in Europa.
Robinson è famoso per la sua capacità motivazionale che chiama "People Design", grazie alla quale trasforma i suoi studi di design in “talent farms”, dove i suoi designers non solo creano vetture belle, ma crescono più rapidamente nella loro carriera. Molti dei suoi giovani designer di allora sono ora direttori di alcuni dei più importanti uffici stile in Europa:
Flavio Manzoni - Direttore del Design Ferrari,
Marco Tencone - Direttore del Design Lancia, Alfa Romeo, e Maserati
Marco Lambri - Direttore del Design Piaggio
Alessandro D'Ambrosio - Direttore del Design Advance Esterni Mitsubishi Interbrand
Roberto Giolito - Vice Presidente Design Fiat
Peter Jansen - Direttore del Design Fiat Professional (trattori e camion)
Dopo la sua lunga carriera in Fiat Robinson è stato chiamato da Lilli Bertone per diventare il nuovo direttore del design della Bertone nel 2009. La prima concept car realizzata sotto la sua direzione alla Bertone è stata la Pandion Alfa Romeo del 2010, creata per celebrare il 100 ° anniversario dell'Alfa Romeo al Salone di Ginevra. La Pandion (nome scientifico per falco pellegrino) è una vettura sportiva radicale 2 +2 con porte che si aprono a forbici inverse a 3,4 metri di altezza quando è completamente aperto. La vettura utilizza un innovativo concetto "Skin e Frame" derivanti dal logo Alfa Romeo diviso in due parti, che sottolinea il nuovo dinamico mix tra il telaio robusto organico e la pelle sensuale che lo copre. Molti dei componenti nella vettura sono stati realizzati utilizzando la tecnologia del “algorithm design”, un generatore di forma casuale che consente forme molto più complesse rispetto a quelle disegnate dagli esseri umani.
La seconda concept car creata dai designers di Robinson in Bertone è la Jaguar B99 (Bertone compiva 99 anni quell'anno) e dimostra l'esatto opposto in direzioni di design rispetto alla Pandion scioccante. La B99 è una berlina di lusso estremamente sofisticata che porta la Jaguar nel segmento della BMW Serie 3 e Mercedes Classe C. L'equilibrio dinamico e le proporzioni perfette offrono un mix perso da tempo tra “modernità” e il “DNA del marchio” (Jaguar), come avrebbe voluto Nuccio Bertone.
Nel 2012 Bertone ha presentato la concept car del centenario chiamata Bertone Nuccio, per onorare l'uomo che ha riscritto la storia del design dell'automobile più volte. La Nuccio è nuovamente una supercar, con due posti secchi e il motore ad 8 cilindri montato centralmente. Le linee aggressive sono un mix tra le icone del passato come la Stratos Zero e un look decisamente futuristico. Il tetto priva di lunotto denota l'arrivo dell'epoca digitale, sostituendo il vetro posteriore con telecamere e schermi interni. Il colore arancione del tetto è il colore preferito di Nuccio Bertone. Il concept SUV Cinese BAIC C51X del 2012 è la sorella della berlina chiamata Senova D50 lanciata in produzione nel 2014 al Salone dell'Automobile a Beijing. Compatto, dinamico, estremamente moderno, il successo della C51X al salone ha convinto i responsabili della BAIC di metterla in produzione. Nel 2013 il team dei designers di Bertone disegnano la Aston Martin Jet 2+2, un prototipo "one-off", ordinato direttamente da un cliente privato inglese. La vettura nasce come un Aston Martin Rapide di serie, poi viene trasformata in un Shooting Brake, mantenendo inalterato la maggior parte della bellissima Rapide. La formula della Shooting Brake non deve mai confondersi con il comune Station Wagon, in quanto il primo è un station wagon "coupé" mentre il secondo è un station wagon "da carico", con proporzioni molto diversi. Gli interni erano estremamente raffinati, seguendo le volontà del cliente privato, aggiungendo un pianale mobile innovativo per sfruttare meglio il vano posteriore.
Nell'ottobre del 2014, Bertone chiude drasticamente, dopo 101 anni di contributi spettacolari al mondo intero di car design. 160 dipendenti vengono estromessi dall'azienda, e i clienti sono stati tranciati con altrettanta disinvoltura. Il sogno di Robinson da ragazzino a Kent fu frantumato, proprio mentre le attività di sviluppo in Bertone continuavano a crescere. "Hanno portato via il pavimento da sotto i nostri piedi" dice Robinson, "quindi i responsabili dovrebbero essere appesi ad un albero". Ma dopo la rabbia ritorna la creatività, e Robinson decide di entrare in società con Davide Pizzorno, fondatore della ED, un'azienda con vent'anni di esperienza nel campo di ingegneria automobilistico e non solo. Un piccolo gruppo di ex-dipendenti Bertone seguono Robinson nella nuova società. La primissima concept car prodotto dalla ED Design è stata esposta al salone dell'Automobile a Beijing nel 2014, in meno di 4 mesi dopo l'apertura del nuovo dipartimento di design alla ED. Il prototipo si chiama Senova D60 Aero, ed è una versione "GT" di una berlina di serie che verrà lanciata più tardi in quell'anno. Dato il brevissimo tempo di realizzazione, fu costruito in Cina, seguito direttamente da Robinson stesso, per garantire il livello di qualità del manufatto alla quale è abituato. Al salone fu uno dei star dello stand BAIC, reclamato dai giornalisti e giovani visitatori. Robinson fu invitato dallo stesso BAIC a presentare la première mondiale della Senova D50, disegnata dal suo team mentre era ancora il Direttore di Design in Bertone, finalmente visibile in pubblico per la prima volta.
Nel 2011 Robinson è stato inserito nella Hall of Fame di design dell'automobile presso il Museo Nazionale dell'Automobile di Torino, Italia. Ora, tra viaggi continui in Cina e sviluppi continui in ufficio in Italia, Robinson è molto richiesto per fare discorsi key-note nei convegni di innovazioni, illustrando il futuro dell'automobile nell'epoca digitale. La sua visione è basata sul fatto concreto che secondo le statistiche della World Health Organization (WHO), ogni anno muoiono 1.2 milioni di persone in incidenti d'automobili! L'ottavo causa di morte nel mondo. Una guerra senza fine che continua ad aumentare dato la crescita di auto pro capita nei paesi di fortissimo sviluppo come la Cina. Se non cambiano le cose, nel 2020 il numero di morti annuali potrebbe raddoppiare. La soluzione è semplice, basta togliere il volante, trasformando ogni forma di mobilità in "auto" (per autonomo) "mobile" (per oggetti in movimento). I famosi "Google cars" stanno facendo molto parlare di sé, ma per legge devono mantenere la volante origine dell'automobile origine, nel caso che non funzionassero i gadget elettronici che hanno attaccato alla carrozzeria. Peccato che così facendo, non riesce sfruttare le opportunità architettoniche della tecnologia digitale automobilistica. Le automobili autonome non avranno più bisogno di volanti, pedali, o cambi, perché a guidarli ci saranno degli chauffeur digitali e non più gli esseri umani. Il problema per i designer sarà come ricuperare la love story dell'uomo per l'automobile quando i volanti saranno illegali? Chi ama automobili oggi ama guidarli, e quando questo non sarà più possibile, non le ameranno più. Quindi per ricreare quella attrazione magnetica tra l'uomo e l'auto autonoma, i designer dovranno inventare qualcosa ancora più spettacolare, usando gli effetti speciali visibili oggi solo nei film di fantascienza, ma che nel futuro saranno fattibili grazie ai progressi tecnologici. Robinson spiega che questo nuovo mestiere si chiama “Experiential Design”, ovvero disegnare esperienze anziché oggetti. L'Epoca Digitale sta cambiando tante cose nelle nostre vite, compreso l'attività di design. Secondo Alan Kay, l'inventore del PC: “Il miglior modo per prevedere il futuro è di inventarlo.”